# بنکل (دلگان)
بنکل، روستایی از توابع بخش دلگان شهرستان ایرانشهر در استان سیستان و بلوچستان ایران است.

## جمعیت
این روستا در دهستان هودیان قرار دارد و براساس سرشماری مرکز آمار ایران در سال ۱۳۸۵، جمعیت آن ۵۴ نفر (۱۴خانوار) بوده‌است.